# Lesbarkeitsindex
Ein Lesbarkeitsindex ist eine Formel oder ein Verfahren, mit dem versucht wird, die Lesbarkeit eines Textes formal zu bestimmen.

## Verfahren
Die ersten Lesbarkeitsformeln wurden für die englische Sprache entwickelt, es gibt sie aber auch für andere Sprachen wie Deutsch, Französisch, Spanisch, Niederländisch, Dänisch und Schwedisch. Generell lässt sich sagen, dass alle Lesbarkeitsformeln sprach- und textgenrespezifisch sind, sich also z. B. der Flesch-Reading-Ease-Index nicht in unveränderter Form auf deutschsprachige Texte anwenden lässt. Es ist aber möglich, diesen und andere Indizes für andere Sprachen neu zu kalibrieren und dann angemessen zu verwenden.
Für die englische Sprache existieren über 200 Verfahren. Die folgende Liste deckt nur die populärsten ab:

### Flesch-Reading-Ease
Der Lesbarkeitsindex Flesch-Reading-Ease, auch Flesch-Grad genannt, ist ein numerischer Wert für die Lesbarkeit, der aus einem Text berechnet werden kann. Je höher der Wert ist, desto leichter verständlich ist der Text. Gut verständliche Texte weisen einen Wert von etwa 60 bis 70 auf. 

#### Für Englisch
Die Flesch-Reading-Ease ist dabei in ihrer Berechnung auf die englische Sprache abgestimmt. Sie berechnet sich nach folgender Formel:
{\displaystyle \mathrm {FRE} =206{,}835-(1{,}015\cdot \mathrm {ASL} )-(84{,}6\cdot \mathrm {ASW} )\,}
mit:
- ASL. Die durchschnittliche Satzlänge (Average Sentence Length) ergibt sich, indem die Anzahl der Wörter im Text durch die Anzahl der Sätze des Textes dividiert wird.
- ASW. Die durchschnittliche Silbenanzahl pro Wort (Average Number of Syllables per Word) ergibt sich, indem die Silbenanzahl des gesamten Textes durch die Anzahl der Wörter im Text dividiert wird.

#### Für Deutsch
Das Verfahren wurde von Rudolf Flesch entwickelt.
Toni Amstad konnte die Formel auf die deutsche Sprache übertragen. Dabei musste vor allem der Wortfaktor neu berechnet werden, da die deutschen Wörter im Schnitt länger sind als englische, während die Sätze etwa gleich lang sind. Die Definition seiner Formel:
{\displaystyle \mathrm {FRE} _{\mathrm {d} eutsch}=180-\mathrm {ASL} -(58{,}5\cdot \mathrm {ASW} )}

#### Bedeutung der Punkte
Die folgende Klassifizierung bzw. Tabelle zeigt eine grobe Einordnung bezogen auf das Alter bzw. die Ausbildung.
| Flesch-Reading-Ease-Score Von … bis unter … | Lesbarkeit   | Verständlich für                       |
| ------------------------------------------- | ------------ | -------------------------------------- |
| 0–30                                        | Sehr schwer  | Akademikerinnen und Akademiker         |
| 30–50                                       | Schwer       |                                        |
| 50–60                                       | Mittelschwer |                                        |
| 60–70                                       | Mittel       | 13–15-jährige Schülerinnen und Schüler |
| 70–80                                       | Mittelleicht |                                        |
| 80–90                                       | Leicht       |                                        |
| 90–100                                      | Sehr leicht  | 11-jährige Schülerinnen und Schüler    |

### Flesch-Kincaid-Grade-Level
Dieser Lesbarkeitsindex versucht, wie der Gunning-Fog-Index (s. u.), die Lesbarkeit auszudrücken in der Anzahl Schuljahre, die ein Leser absolviert haben muss, um den Text zu verstehen. Er ist auf die englische Sprache und das US-amerikanische Schulsystem abgestimmt. Der Flesch-Kincaid-Grade-Level berechnet sich wie folgt:
{\displaystyle \mathrm {FKGL} =(0{,}39\cdot \mathrm {ASL} )+(11{,}8\cdot \mathrm {ASW} )-15{,}59\,}
ASL und ASW wie unter Flesch Reading Ease erklärt.
Wie man leicht nachrechnet, hat die Satzlänge beim FKGL einen größeren Einfluss auf den Index als beim FRE. Bei beiden Indices dominiert jedoch die Wortlänge, was auch die begrenzte Anwendbarkeit auf die deutsche Sprache mit ihren vielen zusammengesetzten Wörtern erklärt.
Beispiel:
Der nicht allzu schwer zu verstehende Satz: „Alle meine Entchen schwimmen auf dem See, Köpfchen unters Wasser, Schwänzchen in die Höh.“ hat 14 Wörter und 22 Silben, damit entspricht ASL dem Wert 14 und ASW dem Wert 1,57. Es ergeben sich die folgenden Lesbarkeitsindex-Werte:
{\displaystyle \mathrm {FRE} =60\,}
{\displaystyle \mathrm {FRE} _{\mathrm {d} eutsch}=74\,}
{\displaystyle \mathrm {FKGL} =8{,}4{(!)}\,}

### Gunning-Fog-Index
Der von Robert Gunning entwickelte Fog-Index gibt ebenfalls ungefähr die Anzahl der Schuljahre an, die ein Leser absolviert haben muss, um den Text verstehen zu können. Der Gunning-Fog-Index ist dabei ebenfalls in seiner Berechnung auf die englische Sprache und in seiner Interpretation auf das US-amerikanische Schulsystem abgestimmt. Er berechnet sich nach folgender Formel:
{\displaystyle \mathrm {GFI} =\left({\frac {\mathrm {W} }{\mathrm {S} }}+100{\frac {\mathrm {D} }{\mathrm {W} }}\right)\cdot 0{,}4}
mit W: die Anzahl der Wörter im Text, S: die Anzahl der Sätze im Text, D: die Anzahl aller Wörter im Text, die mindestens drei Silben haben
Das Verfahren und die genauen Kriterien lauten in Worten:
1. Eine Textstelle mit mindestens 100 Wörtern Länge wird ausgewählt und die genaue Anzahl der darin enthaltenen Wörter bestimmt. Selbstverständlich kann auch der ganze Text bearbeitet werden, was allerdings in einem erheblichen Mehraufwand resultieren kann.
2. Die durchschnittliche Satzlänge wird berechnet, indem die Anzahl der Wörter durch die Anzahl der Sätze in der Textstelle geteilt wird.
3. Die Anzahl der Wörter mit drei Silben oder mehr pro 100 Wörtern wird bestimmt. Ausgenommen von dieser Zählung sind Eigennamen, Zusammensetzungen kurzer Wörter und Verben, die nur durch Anhängen einer Endung auf drei oder mehr Silben kommen.
4. Die durchschnittliche Satzlänge und die Anzahl der Wörter mit drei oder mehr Silben werden addiert und anschließend mit 0,4 multipliziert.

Das Ergebnis ist der Gunning-Fog-Index.

### Wiener Sachtextformel
Die Wiener Sachtextformel dient zur Berechnung der Lesbarkeit deutschsprachiger Texte. Sie gibt an, für welche Schulstufe ein Sachtext geeignet ist. Die Skala beginnt bei Schulstufe 4 und endet bei 15, wobei ab der Stufe 12 eher von Schwierigkeitsstufen als von Schulstufen gesprochen werden sollte. Ein Wert von 4 steht demnach für sehr leichten Text, dagegen bezeichnet 15 einen sehr schwierigen Text.
Die Formel wurde aufgestellt von Richard Bamberger und Erich Vanecek.
- MS ist der Prozentanteil der Wörter mit drei oder mehr Silben,
- SL ist die mittlere Satzlänge (Anzahl Wörter),
- IW ist der Prozentanteil der Wörter mit mehr als sechs Buchstaben,
- ES ist der Prozentanteil der einsilbigen Wörter.

Die erste Wiener Sachtextformel
{\displaystyle \mathrm {WSTF} _{1}=0{,}1935\cdot \mathrm {MS} +0{,}1672\cdot \mathrm {SL} +0{,}1297\cdot \mathrm {IW} -0{,}0327\cdot \mathrm {ES} -0{,}875\,}
Die zweite Wiener Sachtextformel
{\displaystyle \mathrm {WSTF} _{2}=0{,}2007\cdot \mathrm {MS} +0{,}1682\cdot \mathrm {SL} +0{,}1373\cdot \mathrm {IW} -2{,}779\,}
Die dritte Wiener Sachtextformel
{\displaystyle \mathrm {WSTF} _{3}=0{,}2963\cdot \mathrm {MS} +0{,}1905\cdot \mathrm {SL} -1{,}1144\,}
Die vierte Wiener Sachtextformel („im Hinblick auf die Jahrgangsstufe“)
{\displaystyle \mathrm {WSTF} _{4}=0{,}2744\cdot \mathrm {MS} +0{,}2656\cdot \mathrm {SL} -1{,}693\,}
Das Beispiel mit den Entchen liefert mit der ersten WSTF einen Index von 3,8
{\displaystyle \mathrm {WSTF} _{1}=0{,}1935\cdot 0+0{,}1672\cdot 14+0{,}1297\cdot 29-0{,}0327\cdot 43-0{,}875=3{,}8\,}

## Zur theoretischen Begründung
Lesbarkeitsformeln sind in der Forschung weitgehend etabliert. Viele, die sich mit Lesbarkeitsformeln befassen, stellen sich dennoch die Frage, wieso man bei Berücksichtigung nur sehr weniger Kriterien Aufschluss über die Lesbarkeit von Texten erhalten kann. Man hat ja doch leicht den Eindruck, dass Wort- und Satzlänge keine besonders triftigen Kriterien sein sollten. Schaut man sich aber an, mit welchen anderen Kriterien diese beiden genannten – und andere – verknüpft sind, kann man erkennen, dass zwar nur zwei Texteigenschaften direkt gemessen werden, damit aber indirekt eine ganze Reihe andere ebenfalls berücksichtigt werden.

## Automatische Bestimmung von Lesbarkeitsindizes
Die meisten frühen Lesbarkeitsformeln wurden ursprünglich für die manuelle Auswertung konzipiert. Daher rührt auch der in einigen Veröffentlichungen gegebene Vorschlag, Stichproben von 100 Wörtern zu nehmen. Die automatische Bestimmung der Lesbarkeit von Texten ist ein Feld der Sprachtechnologie. Je nach Formel werden dabei verschiedene Ansprüche an ein Computerprogramm gestellt. Während das Erkennen von Satzgrenzen als Voraussetzung für das Zählen von Sätzen meist zuverlässig arbeitet, ist schon das richtige Auftrennen des Eingabetextes in Wörter (Tokenisierung) häufig unklar. Auch das Zählen von Silben kann mit dem Computer nur näherungsweise bewerkstelligt werden. Da auch Menschen Fehler machen, sind die ursprünglichen Formeln automatisch so abgestimmt, dass sie diese Fehler mehr oder minder tolerieren. Computer hingegen machen andere Fehler als Menschen, daher müssten die Konstanten in den Formeln eigentlich angepasst werden. Weniger anfällig für diese Problematik sind neuere Formeln, die von vornherein für die automatische Auswertung konzipiert wurden.